# 国鉄タキ2100形貨車
国鉄タキ2100形貨車（こくてつタキ2100がたかしゃ）は、かつて日本国有鉄道（国鉄）及び1987年（昭和62年）4月の国鉄分割民営化後は日本貨物鉄道（JR貨物）に在籍した私有貨車（タンク車）である。

## 概要
本形式は、石油類（除ガソリン）専用の30t 積タンク車として1951年（昭和26年）12月26日から1971年（昭和46年）12月8日にかけて682両（タキ2100 - タキ2499、タキ12100 - タキ12197、タキ22100 - タキ22247、タキ22300 - タキ22332、タキ32100 - タキ32102）が飯野重工業、川崎車輛、富士重工業、日立製作所、新潟鐵工所、帝國車輛工業、汽車製造、東急車輛製造、三菱重工業の9社にて製作された。この内タキ22300 - タキ22332はタキ3000形からの専用種別変更（ガソリン→石油類）改造編入車である。
本形式の他に石油類を専用種別とする貨車はタ600形（270両）、タサ1形（208両）、タキ1500形（902両）、タキ9800形（496両）、タキ45000形（589両）等実に33形式が存在した。
1979年（昭和54年）10月より化成品分類番号「燃31」（燃焼性の物質、引火性液体、 危険性度合2（中））が標記された。
落成時の所有者はゼネラル物産、出光興産、日本石油、三菱石油、日本石油運送（その後日本石油輸送へ社名変更）、日本漁網船具、シェル石油、歴世砿油、丸善海運、昭和石油、アジア石油、日本陸運産業の12社であった。
タンク体は、普通鋼（一般構造用圧延鋼材、SS41現在のSS400）製で車端部のタンク鏡板には点検用ハッチと、荷役のための加熱管を装備している（一部の車両は断熱材を巻き、キセ（外板）を装備した）。荷役方式はタンク上部のマンホール又は液出入管からの上入れ、液出管と空気管使用による下出し方式である。
その後本形式より多数の車が種車となり他形式へ改造された。
車体色は黒色、寸法関係は全長は12,400mm、全幅は2,518mm、全高は3,826mm、軸距は7,900mm、実容積は33.7m3 - 37.5m3、自重は11.5t - 18.8t、換算両数は積車4.5、空車2.0であり、台車はベッテンドルフ式のTR41Cである。
1987年（昭和62年）4月の国鉄分割民営化時には143両の車籍がJR貨物に継承されたが、最後まで在籍した1両（タキ12195）が2002年（平成14年）3月に廃車となり同時に形式消滅となった。